# 机匣
机匣（Receiver）是枪械的一部分，是用来接纳整合枪管、护木、枪机（包括枪栓、扳机、火控等组件）、弹匣、枪托等其它枪械部件的匣室，同时还可以在上方配备外置附件（比如导轨界面系统和瞄具）。 机匣通常由熔炼、冲压的钢或铝制成，但是一些现代手枪和步枪已经开始使用高强度塑料作为机匣材料。
在现代半自动和自动步枪中，机匣要远远大于传统步枪设计中的尺寸，并且取代了传统设计中的枪托前部（前托）并承担了其支撑结构的功能。现代设计的机匣可以被分拆成上机匣（upper receiver）和下机匣（lower receiver）两部分，上机匣容纳枪机组件（bolt carrier group）并与枪管和护木相连；下机匣容纳扳机组件（trigger group）和火控组件（fire control group）并与握把、弹匣和后托相连。
對於现代半自动手枪而言，滑套（slide）和底把（frame）在功能上可以与现代步枪的上、下机匣大致对应。